# Атаки (Псковская область)
Атаки — деревня в Ядровской волости Псковского района Псковской области.
Расположена в 18 км от южной границы Пскова и деревни Черёха.
| 2001 | 2002 | 2010 |
| ---- | ---- | ---- |
| 23   | →23  | ↘11  |